# Jean Baumel
Pour les articles homonymes, voir Baumel.
Jean Baumel, né à Mende (Lozère) le 19 mars 1907 et mort le 21 janvier 1977 à Montpellier (Hérault), est un juriste, universitaire et résistant français, historien et folkloriste du Languedoc.

## Biographie
Docteur en droit et en docteur ès lettres, il est chargé de cours à la faculté de droit d'Alger. En vacances en France lors de la déclaration de guerre en 1939, il est alors affecté à l'état-major de la XVIe région militaire à Montpellier. Après l'Armistice, il travaille comme secrétaire général de la mairie de la ville. Après l'invasion allemande de la zone libre en novembre 1942 et l'occupation de Montpellier, il entre dans la Résistance et est membre du réseau de renseignement Mithridate. Il fournit également de l'essence et des tickets de rationnement aux maquis locaux. Dénoncé pour cette dernière activité clandestine par des résistants torturés par les Allemands, il est arrêté dans son bureau de la mairie par la Gestapo en février 1944 , interné au camp de Royallieu puis à celui de Compiègne, il est ensuite déporté à Auschwitz en mars 1944. Il n'y reste que quelques jours et est transféré à Buchenwald puis au Kommando de Flöha dans le sud de l'Allemagne, près de la frontière tchèque où il travaille dans une usine aéronautique. Le 14 avril 1945, devant l'avance des Alliés, les prisonniers sont évacués dans une « marche de la mort » et le 7 mai atteignent le camp de concentration de Theresienstadt (aujourd'hui Terezin, en Tchéquie), le Troisième Reich vient alors de capituler et les gardes SS abandonnent les survivants à leur sort. Jean Baumel, atteint du typhus, est transporté et soigné à Prague puis plus tard rapatrié en avion à Lyon.
Après guerre, il fut inspecteur général de l'Économie nationale et membre de l'Académie des sciences et lettres de Montpellier, section Lettres, de 1947 jusqu'à sa mort à 69 ans le 21 janvier 1977, à Montpellier.
Outre un témoignage sur la période de l'Occupation et sur la Résistance dans la région, on lui doit plusieurs ouvrages sur l'histoire de Montpellier et le folklore de l'Hérault.

## Distinctions
- Grand officier de la Légion d'honneur par décret du 31 juillet 1959[4]
- Croix de guerre 1939–1945
- Médaille de la Résistance française avec rosette (3 aout 1946)[5]
- Croix du combattant volontaire de la Résistance
- Médaille commémorative des services volontaires dans la France libre
- Médaille d'honneur des épidémies
- Médaille de la résistance belge

## Publications
(Liste non exhaustive)

### Ouvrages
- Le Peyrou de Montpellier, Presses universelles , 1979 (édition posthume)
- Montpellier au cours des XVIe et XVIIe siècles, les guerres de religion, 1510-1685, éd. Causse, 1976
- De la Guerre au camp de concentration, témoignages, CGC, 1974
- Réflexions réalistes sur la nature psychologique et sociale de l'homme, La Grande revue, 1973
- L’Histoire d’une seigneurie du Midi de la France : naissance de Montpellier, 1974, prix Toutain de l'Académie française[6]
- Les Danses populaires, les farandoles, les rondes, les jeux chorégraphiques et les ballets du Languedoc méditerranéen, La Grande revue, 1958
- Poèmes moins tristes..., la Grande revue, 1957
- Voyage dans un autre monde. Poèmes tristes. Attila, ou l'Instinct de la guerre, La Grande revue, 1955
- Les Leçons de Francisco de Vitoria sur les problèmes de la colonisation et de la guerre : édition critique avec traduction, 1936, Montpellier. (Thèse de doctorat)

### Traduction
- La Maguelonne, traduction en français par Jean Baumel de la Pierre de Provence et la belle Maguelonne, un roman d'amour courtois en occitan, La Grande revue, Paris, 1953

## Hommage
- Une place de Montpellier, dans le quartier du Plan des Quatre-Seigneurs, dans le nord de la ville, porte le nom de Jean Baumel.